# Łaszuki
Łaszuki (biał. Лашукі; ros. Лашуки) – wieś na Białorusi, w obwodzie witebskim, w rejonie postawskim, w sielsowiecie Kozłowszczyzna.
Dawnej używana nazwa – Laszuki.

## Historia
W czasach zaborów w granicach Imperium Rosyjskiego.
W dwudziestoleciu międzywojennym wieś leżała w Polsce, w województwie wileńskim, w powiecie duniłowickim (od 1926 postawskim), w gminie Łuck (od 1927 gmina Kozłowszczyzna).
Według Powszechnego Spisu Ludności z 1921 roku zamieszkiwały tu 182 osoby, 147 było wyznania rzymskokatolickiego, a 41 prawosławnego. Jednocześnie 166 mieszkańców zadeklarowało polską przynależność narodową, a 16 białoruska. Były tu 33 budynki mieszkalne. W 1931 w 35 domach zamieszkiwało 161 osób.
Miejscowość należała do parafii rzymskokatolickiej w Mosarzu i prawosławnej w Osinogródku. Podlegała pod Sąd Grodzki w Duniłowiczach i Okręgowy w Wilnie; właściwy urząd pocztowy mieścił się w Kozłowszczyźnie.
W 1938 roku miejscowość należała do gromady Żelazowszczyzna gminy Kozłowszczyzna.